# Lappa

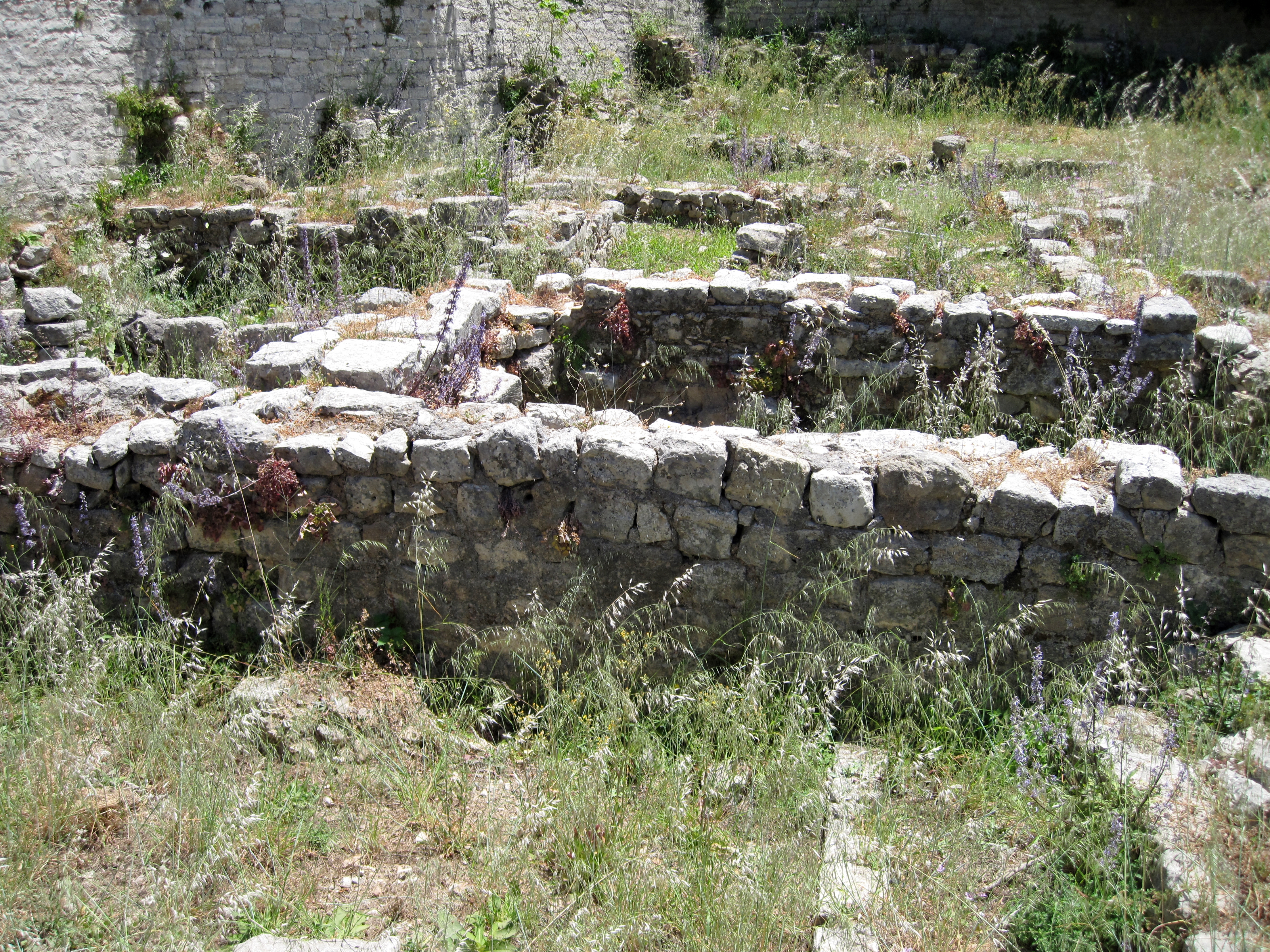
Restes de l'antiga Lappa

Lappa o Lampa (en grec antic Λάππα, Λάμπα) va ser una ciutat interior de Creta amb un districte que arribava a la costa on hi havia la ciutat i el port de Fènix. Les dues formes del nom les usen els autors antics, però a les monedes i a les inscripcions només es troba la forma Lappa. Segons Esteve de Bizanci en parlava l'antic historiador Xenió.
Xenió diu que la ciutat va ser fundada per Agamèmnon, i que va rebre el nom d'un Lappos, un habitant de Tarrha, cosa que es pot interpretar com que Lappa era una colònia de Tarrha. Els ciutadans de Lictos (Lyctos) es van refugiar a Lappa quan la seva ciutat va ser destruïda per la gent de Cnossos, segons diu Polibi.
Quan els romans van desembarcar a Creta, Metel, després d'haver sotmès Cidònia, Cnossos, Lictos i Eleuterna, va avançar cap a Lappa que va ser presa a l'assalt i gairebé destruïda, l'any 67 aC. Octavi August va concedir la llibertat a la ciutat en pagament per l'ajut que els ciutadans li van donar contra Marc Antoni, i va ajudar a la reconstrucció.
Va ser seu episcopal des del segle iv. El 431 el bisbe de Lappa va estar present al sínode d'Efes i després el 451 va participar al Concili de Calcedònia, i també els seus bisbes van assistir a sínodes i concilis en moltes altres ocasions.
Lappa es trobava a 32 milles romanes d'Eleuterna i a 9 de Cisamos, el port de la ciutat d'Àptera. Existeixen nombroses ruïnes de la ciutat. Les monedes que s'han trobat de la ciutat porten el cap del seu benefactor August, i també d'altres amb la imatge de Domicià o de Còmmode.
El seu lloc l'ocupa l'actual Argiròpoli (Argyroupoli), i el seu nom el porta l'actual municipi de Lappa, a la prefectura de Réthimno.